# SMS Kaiserin Elisabeth
La SMS Kaiserin Elisabeth fu un incrociatore protetto della k.u.k. Kriegsmarine austroungarica, seconda ed ultima unità della classe Kaiser Franz Joseph I, varata nel 1890 ed affondata nel novembre del 1914 nel porto di Tsingtao, durante le fasi iniziali della prima guerra mondiale.

## Storia
Impostata nei cantieri dell'arsenale navale di Pola il 1º luglio 1888, la nave fu varata il 25 settembre 1890 con il nome di Kaiserin Elisabeth, in onore dell'imperatrice Elisabetta; la nave entrò in servizio il 24 novembre 1892, per poi essere sottoposta a lunghi lavori di ricostruzione ed ammodernamento tra il 1905 ed il 1906. Dopo un periodo di servizio nelle acque di casa, a partire dal 1899 la nave fu periodicamente inviata in Cina in rappresentanza degli interessi coloniali austroungarici sul paese, partecipando anche alla repressione della ribellione dei Boxer nel 1900 - 1901.
Allo scoppio della prima guerra mondiale la nave era dislocata in Cina, facendo base nella colonia tedesca di Tsingtao; l'incrociatore prese quindi parte all'assedio di Tsingtao, iniziato il 25 agosto 1914 ad opera di un forte contingente giapponese: la nave compì inizialmente alcune sortite contro la flotta assediante, ma divenne ben presto chiaro che la sua obsolescenza ne pregiudicava l'utilità bellica, e l'equipaggio e parte dell'armamento pesante fu sbarcato per combattere a terra con la guarnigione tedesca. Esaurite le munizioni dell'armamento principale, la nave fu infine autaffondata in rada il 2 novembre 1914, poco prima della capitolazione della piazzaforte; i membri dell'equipaggio furono detenuti in Giappone come prigionieri di guerra fino al rimpatrio nel 1920.